# Stadthuys
Stadthuys (відповідно до старого голландського правопису, означає ратуша) — історична будівля, розташована в центрі міста Малакка, адміністративної столиці штату Малакка, Малайзія, у місці, відомому як Червона площа. Stadthuys відомий своїм червоним фасадом та червоною годинниковою вежею поблизу. Будівля була побудована голландцями в 1650 році як офіс для голландського губернатора та його заступника. Після захоплення британцями будівля продовжувала використовуватися як казначейство, пошта, урядові установи та апартаменти для високопосадовців.

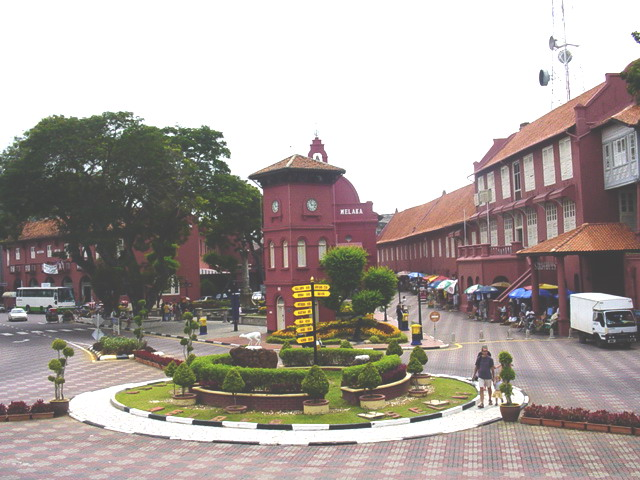
Stadthuys

Коли Малакка була передана британцям у 19 столітті, 7 грудня 1826 року місіонери, які проживали в штаті відкрили Малаккську Безкоштовну школу (Malacca Free School) в околицях Studthuys, у відповідь на лист від 19 квітня 1825 року, підписаний Дж. Хампрі, Дж. В. Овері та А. В. Баумгартеном, які закликали до будівництва англійського навчального закладу в Малакці. Школа, в якій британці надавали безкоштовну освіту місцевим жителям, була з часом перейменована в Малаккську середню школу в 1871 році, а після переходу під контроль британського уряду переїхала на своє теперішнє місце на Чан Кун Ченг Роуд у 1931 році.
Будівля розташована на Лаксаман Роуд, поруч із Церквою Христа, передбачувано найстарішою збереженою голландською історичною спорудою на Сході, нині є домом для Музею історії та етнографії. Серед експонатів у музеї знаходяться традиційні костюми та артефакти що стосуються повної історії Малакки, що робить його провідним музеєм Малакки.

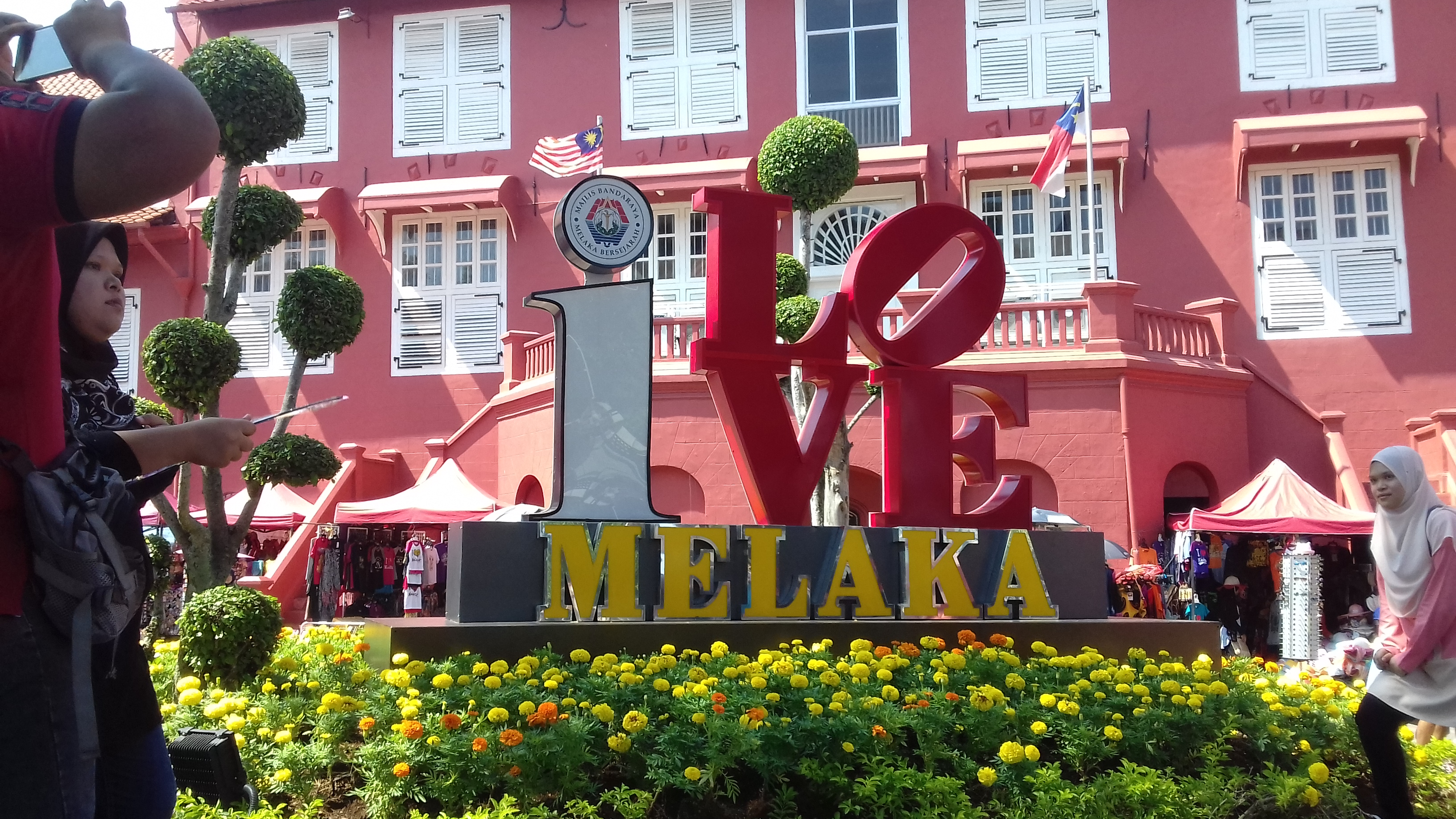
Букви I Love Melaka перед Stadthuys